# ژئوسل

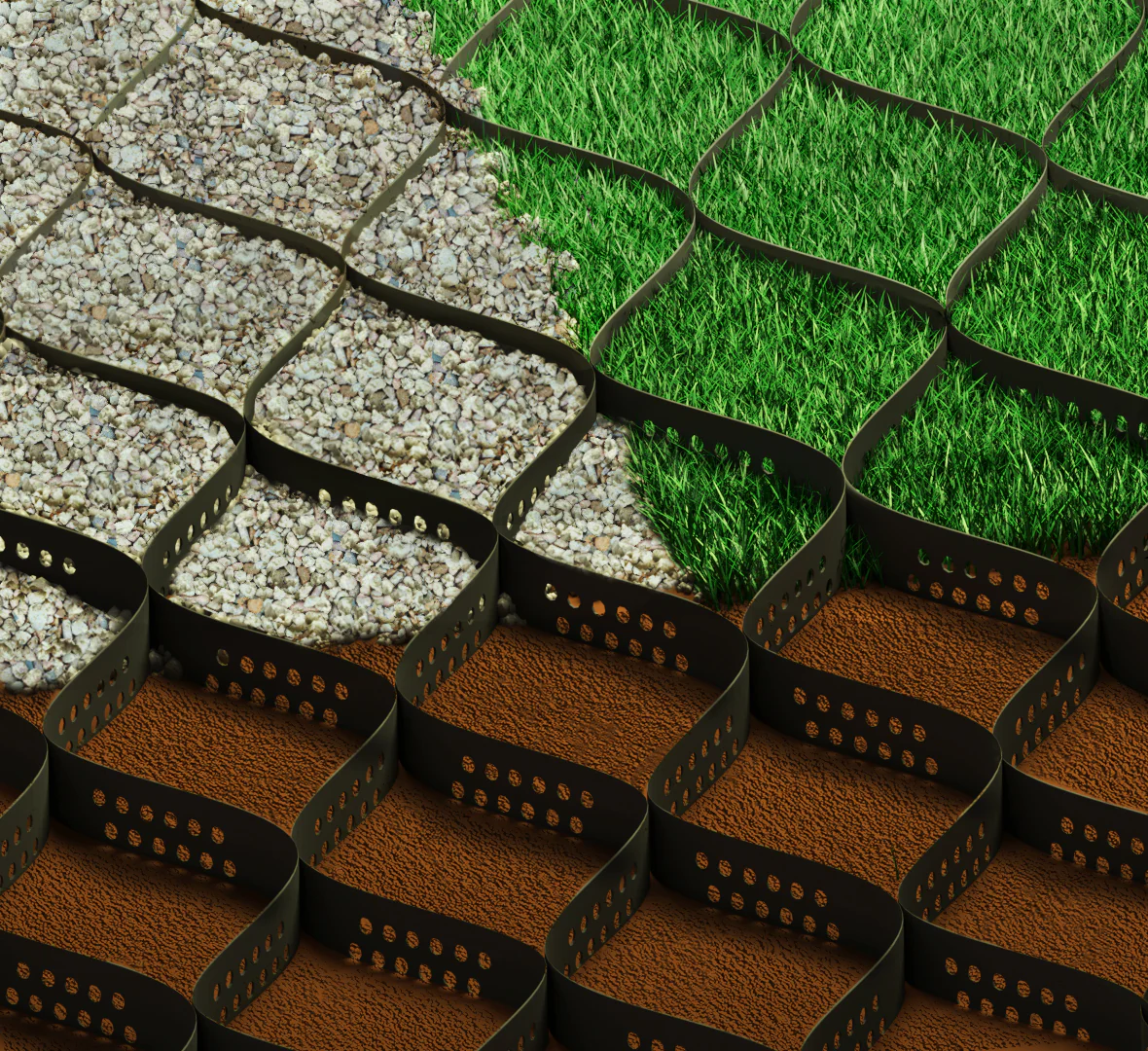
ژئوسل

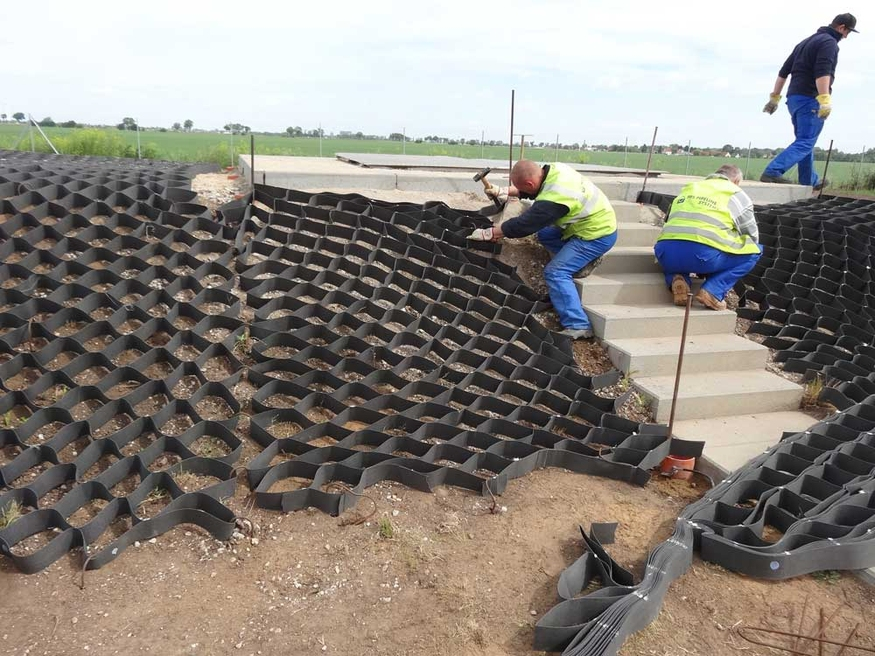
استفاده از ژئوسل جهت تثبیت شیب های تند

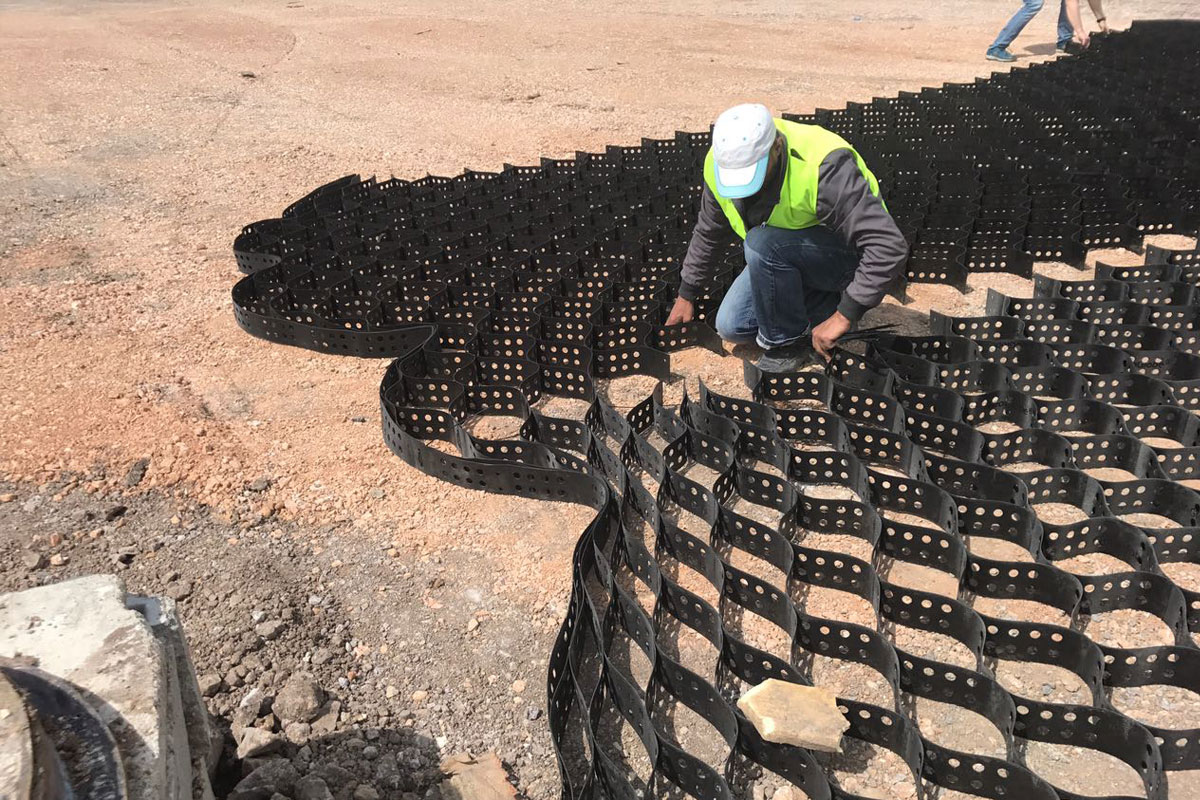
استفاده از ژئوسل جهت تثبیت شیب های تند در حال نصب توسط نصاب متخصص

ژئوسل یک محصول مهندسی ژئوتکنیکی است و زیر مجموعه خانواده ژئوسنتتیک ها قرا میگیرد ، که از سلول‌های پلاستیکی به هم پیوسته تشکیل شده و به منظور تثبیت خاک و کنترل فرسایش مورد استفاده قرار می‌گیرد. این ساختار سه‌بعدی از پلیمرهای مقاوم ساخته شده و به شکل سلول‌های لانه‌زنبوری در پروژه‌های مختلف ساختمانی و راه‌سازی نصب می‌شود. ژئوسل با توزیع یکنواخت بارها و جلوگیری از حرکت جانبی خاک، به بهبود پایداری زمین و کاهش فرسایش کمک می‌کند. این محصول به ویژه در ساخت جاده‌ها، تثبیت شیب‌ها و تقویت دیواره‌های خاکی کاربرد فراوانی دارد.
این روزها با توجه به افزایش جمعیت و بالا رفتن شهر نشینی و کم شدن فضای سبز مردم بسیار علاقه پیدا کرده‌اند تا فضای سبزی مانند ساخت روف گاردن در خانه‌ی خود داشته باشند یکی از مهمترین معیارها برای ساخت این نوع از فضاهای سبز استفاده از متریال بسیار مناسب و با کیفیت می‌باشد. ژئوسل یک شبکه محکم به هم پیوسته از سلول‌های لانه زنبوری از جنس پلی اتیلن سنگین  (HDPE) است که توانایی محصور کنندگی مصالح پر کننده‌ای نظیر بتن را دارد. ترکیب این دو مصالح با یکدیگر سبب افزایش راندمان بتن مسلح شده با پلیمر در جهت ایجاد یک سطح با مقاومت بیشتر و ارتفاع کمتر می‌گردد. 

## جنس ژئوسل ها
جنس شبکه ژئوسل ها  از پلی اتیلن با چگالی بالا (HDPE)  است.  ژئوسل های HDPE در مقابل سیالات از نفوذ ناپذیری بالایی برخوردارند.

## کابرد های ژئوسل
از شبکه ژئوسل ها برای رسیدن به اهدافی به شرح زیر استفاده می کنند:
- تثبیت و تحکیم خاک بستر در کانال ها و مسیل ها.
- کنترل فرسایش.
- تقویت زیرساخت ها در جاده و راه آهن.
- محافظت از کانال ها.
- دیوارهای نگهدارنده.

حال در صورتی که شبکه ها با خاک مناسب پر شوند امکان رشد گیاه وجود دارد. به طور خلاصه می توان کاربرد های ژئوسل را چنین عنوان نمود:
- جایگزین برخی پروژه های ژئوگریدی.
- تثبیت شیروانی ها در معادن ، مخازن .
- محوطه سازی (روف گاردن).
- راه آهن.
- تحکیم بستر بزرگراه ها، فرودگاه ها، بندرگاه ها، نیروگاه های برق و …
- کنترل خط ساحلی.
- کاربرد های نظامی ژئوسل (جهت ایجاد خاکریز و دیواره های عایق صوتی).
- سیل بندها.
- محل های دفن زباله.
- کانال ها و مسیل ها.
- مسیرهای پیاده در جنگل ها.

## تاریخچه ژئوسل
تاریخچه ژئوسل به تحقیق و توسعه مهندسین ارتش ایالات متحده آمریکا و در سال ۱۹۷۵ میلادی بر می گردد که از آنها جهت ساخت جاده های تاکتیکی در خاک های نرم و زمین های سست استفاده می شد. 
طی تحقیقات، مهندسین به این نتیجه رسیدند که استفاده از سامانه نگهداری از ماسه های درشت دانه و شنی می تواند عملکرد و نتیجه مناسب تری نسبت به سنگ های خرد شده در ساخت و ساز جاده ای دارای خاک نرم داشته باشد. ضمنا خاصیت جلوگیری از تخریب سریع توسط رطوبت را نیز داراست که در مدت زمان طولانی تر عملکرد مناسب تر و با دوام تری خواهد داشت. 
در سال ۱۹۸۱ مهندسین با بهبود طرح قبلی و استفاده از مواد اولیه جدید مانند ورقه های آلومینیومی شکاف دار و دیگر مصالح مانند لوله های پلاستیکی آزمایش کردند و امروزه از ژئوسل ها نوارهای ۵۰ تا ۲۰۰ میلی متری ساخته می شود که از جنس پلیمر بوده و دوام و طول عمر بالایی داشته و علاوه بر سبکی در برابر فشار نیز مقاومت قابل توجهی دارند. 
اولین کارخانه تولید کننده این محصول در سیستم غیر نظامی، کمپانی presto  بود که به وسیله مواد پلی اتیلنی با چگالی بالا (نوع HDPE که سبک وزن، نسبتا قوی و با هزینه مناسب است) برای کاربرد هایی همچون نگهداری و کنترل شیب ها و پشتیبانی از بار در ایالات متحده آمریکا و کانادا در اوایل دهه 80 میلادی استفاده می شد.

## مزایای استفاده از ژئوسل
- نیاز به قالب گیری و مسلح کردن و آرماتور بندی را از بین می‌برد.
- عمق سلول‌های آرین سل این اطمینان را به ما می‌دهد که بتنی با ضخامت یکنواخت بر روی سطح مورد نظر شکل گیرد.
- فاصله‌های ناشی از انقباض (shrinkage) الماس شکل بین دیواره‌های سلول‌های آرینسل و هسته مرکزی بتن به سیستم اجازه می‌دهد که در مقابل ترک‌های های جاده‌ای ، حالتی انعطاف پذیر داشته باشد.
- به کنترل و خروج روان آب سطحی کمک می‌کند.
- اشغال حداقل فضا در حمل و نگهداری

## روند نصب آسان ژئوسل
- قدم اول: بخش‌های ژئوسل بر روی بستر تسطیح شده ، گسترده شده و در جای خود به صورت ایمن قرار می‌گیرند.
- قدم دوم: بخش‌هایژئوسل توسط کانکتورهای مخصوص به انتها و یا کناره‌های یکدیگر متصل می‌شوند.
- قدم سوم: مخلوط بتن یا بتن مسلح شده با فیبر بر روی ژئوسل ریخته می‌شود.
- قدم چهارم: بتن پرکننده ، به صورت مساوی در تمام بخش‌های ژئوسل پخش می‌شود و با ابزار آلات پرداخت تا تراز بالای سلول‌های ژئوسل، پرداخت شده و بتن های اضافه برداشته می‌شود. با توجه به عمق مشخص سلول‌های آرینسل می‌توان برآورد مشخص و دقیقی از حجم بتن مصرفی بدست آورد.

عملیات نصب نیازی به ابزار آلات خاص و یا نیروهای حرفه ای ویژه ندارد. بتن مخصوص و بتن مخلوط شده با پلیمر برای ماکزیمم مقاومت و مینیمم سطح مقطع طراحی می‌شود.

## کاربردهای متنوع و سازگار ژئوسل
سیستم ژئوسل می‌تواند در بسیاری از کاربردهای عمرانی بکار رود:
- پارکینگ‌ها و ترمینال‌های ماشین‌های سنگین
- ساخت و لاینینگ استخرهای کشاورزی
- راه‌های مواصلاتی مراکز صنعتی (شهرک‌های صنعتی)
- جاده‌ها و راه‌ها در مناطق مسکونی
- پارکینگ‌ها و پیاده راه‌ها
- مسیر کانال‌های انتقال آب و کنترل سیلاب

از ویژگی های ژئوسل ها می توان به موارد زیر اشاره کرد:
- سبک با طول عمر بالا.
- مقاوم در برابر میکرو ارگانیزم ها.
- دوست دار محیط زیست.
- مقاوم در برابر واکنش های شیمیایی.
- مقاومت کششی بالا با قابلیت زهکشی.

در صورت استفاده از ژئوسل ها در دیوارها و بام های سبز، رشد ریشه های گیاه باعث استحکام بیشتر شده و عمر سازه را افزایش می دهند. همچنین ژئوسل ها در سازه هایی که وزن کمی را تحمل می کنند، در محافظت از کانال ها و بستر جاده های کم تردد عملکرد خوبی را از خود نشان می دهند. اما استفاده از این مواد تحت بار های سنگین، مانند زیر ساخت جاده های پر تردد باعث کاهش عمر سازه و تغییرشکل سلول ها می شود.

## کاربردهای جدید ژئوسل در ساخت‌وساز
کاربردهای جدید ژئوسل در ساخت‌وساز به دلیل ویژگی‌های منحصر به فرد این محصول در تثبیت خاک و بهبود زیرساخت‌ها به سرعت در حال توسعه هستند. در زیر به چند مورد از کاربردهای جدید ژئوسل در ساخت‌وساز اشاره می‌کنیم:

### تقویت سازه‌های سبز
ژئوسل در پروژه‌های زیست‌محیطی و سازه‌های سبز، به منظور تقویت خاک در محیط‌های طبیعی و پارک‌ها استفاده می‌شود. این کاربرد به حفظ محیط زیست کمک می‌کند و باعث کاهش فرسایش و تقویت گیاهان در فضاهای سبز شهری می‌شود.

### ساخت جاده‌های مقاوم در برابر آب و هوا
با استفاده از ژئوسل در لایه‌های زیرین جاده‌ها، می‌توان مقاومت جاده‌ها را در برابر شرایط آب و هوایی شدید و فشار ترافیکی افزایش داد. این تکنولوژی به طور ویژه در مناطقی که خاک ضعیف و جاده‌های معمولی به سرعت فرسوده می‌شوند، کاربرد دارد.

### تقویت سازه‌های زیرزمینی
ژئوسل به عنوان یک عنصر تقویت‌کننده در سازه‌های زیرزمینی مانند تونل‌ها و متروها به کار می‌رود. این تکنولوژی با توزیع بار و جلوگیری از نشست، باعث بهبود پایداری این سازه‌ها می‌شود.

### کاربرد در کنترل سیلاب و فرسایش
در پروژه‌های کنترل سیلاب و تثبیت بستر رودخانه‌ها، ژئوسل به جلوگیری از فرسایش سواحل کمک کرده و بافت خاک را تقویت می‌کند. این کاربرد جدید به طور موثری می‌تواند از تخریب‌های ناشی از جریان‌های آبی و سیلاب جلوگیری کند.

### ساخت بسترهای مقاوم برای خطوط راه‌آهن
ژئوسل در ساخت خطوط راه‌آهن برای تقویت بستر زیرین ریل‌ها استفاده می‌شود. این تکنولوژی به جلوگیری از نشست و تغییر شکل بستر ریل‌ها کمک کرده و پایداری بیشتری را برای خطوط حمل و نقل ریلی فراهم می‌کند.
این کاربردهای نوین ژئوسل، امکان استفاده بهینه از آن را در پروژه‌های مختلف ساخت‌وساز و زیست‌محیطی فراهم می‌کند و به بهبود کیفیت و پایداری زیرساخت‌ها کمک می‌کند.

## اجرای ژئوسل در دیوار حائل
- نصب ژئوتکستایل پشت دیوار حائل (ژئوتکستایل به عنوان فیلتراسیون از سیستم زهکشی محافظت می نماید)
- قرار دادن لوله زهکش روی ژئوتکستایل پهن شده بر سطح (ماسه ای، سنگی، سنگریزه ای و…).
- پهن کردن شبکه ژئوسل روی موقعیت تعیین شده خود.
- پرکردن و متراکم کردن مواد پرکننده شبکه با تجهیزات و روش های مطابق با مشخصات پروژه.